# Pera-Pellenc
L’entreprise familiale Pera-Pellenc, fondée en 1896 par Joseph Pera, est conceptrice et constructrice française de matériel et de processus vinicole.
C'est l’une des principales ingénieristes-équipementières pour le chai. La réception de la vendange, le pressurage, la thermovinification et les métiers du froid représentent les quatre spécialisations de cette entreprise[réf. nécessaire].
Depuis sa création, l’entreprise est implantée à Florensac, où sont situés le siège social, le centre de recherche et développement et les unités de production et d’assemblage. Elle propose des solutions « sur-mesure » pour toute la filière vinicole. Elle offre également une gamme complète d’équipements de vinification adaptés à toutes les caves.

## Historique

### La fondation par Joseph Pera
C’est en 1896, que Joseph Pera crée sa première forge à Florensac, avec l’idée de travailler pour une viticulture en plein essor qui devient « Pera Frères », en 1905, avec l’arrivée d'Ambroise Pera, frère de Joseph.
Joseph décède en 1945.
Après la Seconde Guerre mondiale, Joseph (fils du précédent) et son oncle,Ambroise, développent les ventes aux caves coopératives.
De 1976 à 1986, la société Pera se développe grâce aux rachats de diverses sociétés concurrentes[réf. nécessaire].
En 1997, Pera créé la société « Vinicole Pera » avec l’objectif de compléter son offre pour les caves particulières.
En 2006, la société Pera rachète l’entreprise Imeca, spécialisée en procédé vinicole.
En 2016, l’entreprise fête ses 120 ans,.

### Les produits mis au point
Aux alentours de la Première Guerre mondiale, l’entreprise Pera Frères propose les premiers pressoirs continus.
En 1954, elle crée « l’aspirograppe », reconnu comme étant le premier égrappoir vertical.
Le premier pressoir à impulsion voit le jour en 1975.
Entre 1980 et 1985, les conquêts de réception en inox et l’égrappoir horizontal sont commercialisés
.
En 1989, le premier pressoir pneumatique arrive sur le marché, tout comme la cuve élite, en 1992.
Dans les années 2000, de nombreux équipements voient le jour, notamment : les pompes, la table de tri, la trémie de réception vibrante, la « Flash Détente », le « Gulfstream », les échangeurs (de refroidissement, multitubulaires, immergés), l’« Enoxy » et enfin l’« Enoxy + », en 2012[réf. nécessaire].
À la suite du rachat de la société IMECA, en 2006, Pera développe une offre de processus de thermovinification et de froid.
En 2015, le groupe de froid multifonction « Green Cryo » apparaît et obtient la médaille d’argent au SITEVI (Salon international des équipements et savoir-faire pour les productions vigne-vin, olive, fruits-légumes) 2015.
Pera-Pellenc commercialise ses nouvelles gammes de pressoirs pneumatiques Smart Press et PN Evolution à l'occasion du salon international du Vinitech à Bordeaux. En janvier 2017, Smart Press a reçu son 3e prix de l'innovation,,.

### Somfy/Edify
En janvier 2014, l’entreprise Matériel Pera est rachetée par le Groupe Pellenc et prend le nom de Pera-Pellenc. Didier Pera cède sa place à Rémi Niero, qui devient alors le nouveau Président directeur général,.
En septembre 2014, Edify (ex-Somfy) rachète la totalité des parts du Groupe Pellenc en faisant l’acquisition de 100 % des parts en décembre 2014. Roger Pellenc reste président du groupe jusqu’en 2017.

#### Groupe Pellenc
Pellenc est un groupe français de construction d’équipements spécialisés (viticulture/viniculture, arboriculture, oléiculture) installé à Pertuis.
En 2015, Pellenc annonce chiffre d'affaires consolidé de 212 millions d'euros, dont 44 % réalisé à l'étranger, en hausse de 16,5 % par rapport à l'année précédente ; le groupe Pellenc investit près de 10 millions d'euros en recherche et développement.

## Secteurs d'activité
Pera-Pellenc. Il est l’un des ingénieristes-équipementiers pour le chai : réception, pressurage, thermovinification et métiers du froid,.

## Implantation et recherche industrielle
L’unité de production de Pera-Pellenc est située à Florensac, sur un site de 22 000 m2, où 176 personnes exercent 22 métiers différents : process, équipements, recherches et bureaux d’études Process. Pera-Pellenc détient 25 brevets[réf. nécessaire] et a été récompensé plusieurs fois pour ses innovations lors de foires et salons agricoles internationaux : entre 1989 et 2016, des médailles et 1er prix de l’innovation lui ont ainsi été décernées par les salons internationaux SITEVI, VINITECH pour les filières vigne-vin et fruits et légumes.
En 2016, Pera-Pellenc fait partie des premiers employeurs du département dans le secteur industriel[réf. nécessaire].

## Commercialisation
Afin d’être au plus près des contraintes et des spécificités des vignobles champenois, Pera-Pellenc possède également une base commerciale à Plivot, en Champagne.
Pera-Pellenc est présent dans 26 pays, sur les cinq continents.
Le pressoir est le produit phare de la société.
Rémi Niero, PDG de Pera-Pellenc SA, souligne : « Notre marque de fabrique reste inchangée depuis la création de l’entreprise par Joseph Pera en 1896. Nos maîtres mots sont : innovation, qualité et service pour nos matériels conçus et fabriqués intégralement en France. Nous avons progressé et continuons d’avancer grâce à l’implication d’une équipe d’experts composée d’œnologues, ingénieurs et techniciens. C’est parce qu’ils comprennent et anticipent les évolutions de la filière et les nouvelles exigences qui en découlent, qu’ils sont à même de développer de vraies solutions sur-mesure pour les vignerons et les caves coopératives ».

## Résultats
De 2010 à 2014, le chiffre d’affaires de la société Pera-Pellenc passe de 21,7 à 31 millions d’euros[réf. nécessaire].
En 2015, Pera-Pellenc prospère encore avec un chiffre d'affaires consolidé de 31,4 millions d'euros dont 16 % réalisé à l’export.